# Življenjski standard
Življenjski standard je merljiv status posameznika v odnosu do celotne družbe v obravnavani skupini.